# سیارک ۴۳۱۲
سیارک ۴۳۱۲ (به انگلیسی: 4312 Knacke، نامگذاری:1978WW11) چهار هزار و سیصد و دوازدهمین سیارک کشف شده‌است که در ۲۹ نوامبر ۱۹۷۸ کشف شد.
قدر مطلق سیارک برابر ۳۱.۹ است.